# Monella
Monella és una pel·lícula de comèdia eròtica italiana estrenada en 1998, dirigida per Tinto Brass i protagonitzada per Anna Ammirati i Max Parodi.

## Sinopsi
Lola (Anna Ammirati) és la filla adolescent de la vídua Zaira (Serena Grandi) que viu en una petita ciutat de la vall del Po (el lloc de filmació és les comunes de Pomponesco i Dosolo) en la dècada de 1950. Ella està compromesa amb el jove Masetto (Max Parodi), però està molt intrigada pel sexe, a més provocada per les entremaliadures del seu llibertí padrastre André (Patrick Mower). Els avanços de Lola en el sexe prematrimonial posen en perill la seva relació amb Masetto, qui creu fermament en la virginitat abans del matrimoni.

## Repartiment
- Anna Ammirati: Lola
- Max Parodi: Masetto
- Patrick Mower: André
- Serena Grandi: Zaira
- Susanna Martinková: Michelle
- Antonio Salines: Pepè
- Francesca Nunzi: Wilma
- Laura Trotter: Carmelina
- Tinto Brass: Director de l'orquestra (cameo)

## Crítica
La pel·lícula va ser valorada per la crítica amb la mateixa fredor que altres pel·lícules de Tinto Brass, pertanyents a la vena voyeurística del director, sempre disposat a ficar l'ull al forat de la pany. Lietta Tornabuoni a La Stampa, va definir la del director com una "autèntica passió pel cul femení". Massimo Bertarelli a Il Giornale, en canvi, va definir Brass com un "veritable geni en el descobriment, en el sentit més ampli del terme, de joves valors femenins".